# ترودیلین
ترودیلین (انگلیسی: Terodiline) دارویی است که در ارولوژی به عنوان داروی ضداسپاسم کاربرد دارد.